# Raymond Dawson
Raymond Stanley Dawson (London, 1923. február 15. – Oxford, 2002. október 23.; kínai neve pinjin hangsúlyjelekkel: Dù Shèng; magyar népszerű: Tu Seng; kínaiul: 杜胜) brit sinológus.

## Élete, munkássága
A második világháború kitörésekor Dawson csatlakozott a Brit Királyi Légierőhöz, ahol a navigátorként több küldetésben vett részt. A háború befejezésekor visszatért Oxfordba, ahol 1947-ben szerzett diplomát. Ezt követően az egyetemen maradt kínai nyelvet oktatni. 1952-ben kinevezést kapott a Durham Egyetemen, ahol kínai vallást és filozófiát oktatott. 1957-ben az Oxfordi Egyetem tanára lett, ahol különböző státuszokban egészen nyugdíjba vonulásáig, 1990-ig oktatott és kutatott.
1944-ben kötött házasságot Eve Hardinggal, akitől két fia és egy lánya született.

## Főbb művei
- The Chinese Chameleon: an analysis of European conceptions of Chinese civilisation (1967)
- Imperial China (1976)
- Introduction to Classical Chinese (1978)
- Confucius (1981)
- A New Introduction to Classical Chinese (1985)
- The Legacy of China (1990)
- Phoenix: The Chinese Experience (2000)

### Magyarul
- A kínai civilizáció világa; ford. Salát Gergely, Antóni Csaba; Osiris Kiadó, Bp., 2002 ISBN 963 389 322 4

## További hivatkozások
1. ↑  Identifiants et Référentiels (francia nyelven). IdRef . Agence bibliographique de l'enseignement supérieur. (Hozzáférés: 2020. március 10.)